# Łambinowice
Łambinowice (německy Lamsdorf) jsou vesnice v jižním Polsku v Opolském vojvodství v okrese Nisa, sídlo stejnojmenné gminy. Leží na historickém území Horního Slezska na železniční trati Opolí – Nisa zhruba v půli cesty mezi oběma městy. Z geomorfologického hlediska se nachází ve Slezské nížině a do katastru obce ze severu hluboko zasahuje lesní komplex Bory Niemodlińskie. V roce 2013 zde žilo 2 303 obyvatel.

## Dějiny
První písemná zmínka o obci pochází z roku 1273. Název Łambinowice vznikl pravděpodobně z původního *Głǫbinovice (v dokumentu z roku 1561 se objevuje tvar k Glombinowiczom) pod vlivem českým a místního nářečí (změna g > h a následně zánik náslovného h + pro opolská nářečí slezštiny typický přechod praslovanského ǫ v ã/am/an, srov. bandam = č. budu, pl. będę). Německy se vesnice nazývá Lamsdorf, v starších pramenech se objevuje i tvar Lambsdorff (1678) nebo latinské villa Lamberti (1335).
Počátky Łambinowic souvisejí se zakladatelskou činností vratislavského biskupa Tomáše I. Kozlowaroga po ničivém vpádu Mongolů v roce 1241. Byly nejseverovýchodnější vesnicí biskupského Niského knížectví, zatímco sousední Wierzbie (Wackenau), Sowin (Sabine) a Goszczowice (Guschwitz) patřily již k Opolskému, potažmo Falkenberskému knížectví. Spolu s celým Niskem se v roce 1342 staly součástí českých zemí a po rozdělení Slezska v roce 1742 připadly Prusku. Na území pruského a německého státu v různých jeho podobách se pak nacházely až do konce druhé světové války, po níž byly připojeny k socialistickému Polsku.
V roce 1887 obec získala železniční spojení s Opolím a Nisou (dnes železniční trať č. 287) a v roce 1874 byl vysvěcen novogotický kostel Máři Magdalény, který je nejvýznamnější zdejší architektonickou památkou.

### Zajatecké, uprchlické a pracovní tábory

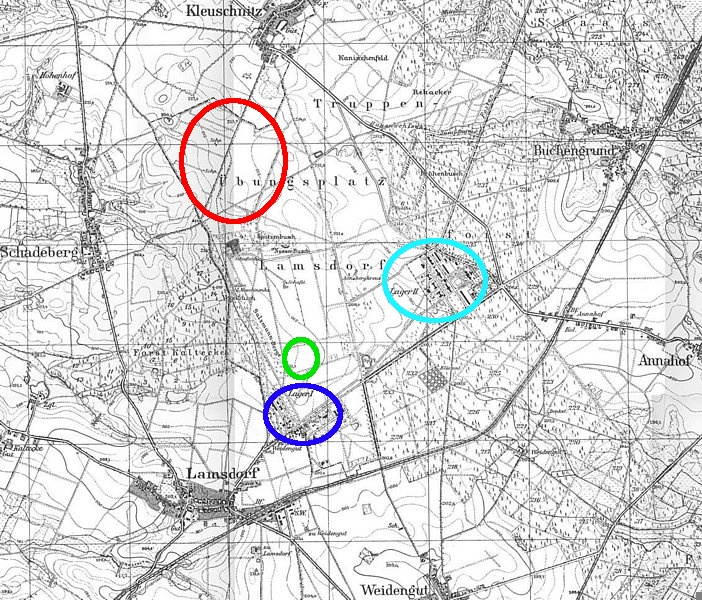
Umístění lamsdorfských táborů:
• tmavomodře: tábor z období prusko-francouzské války
• světlemodře: tábor z první světové války a Stalag VIIIB (Britenlager)
• červeně: Stalag VIIIF (Russenlager)
• zeleně: polský pracovní tábor 1945–1946

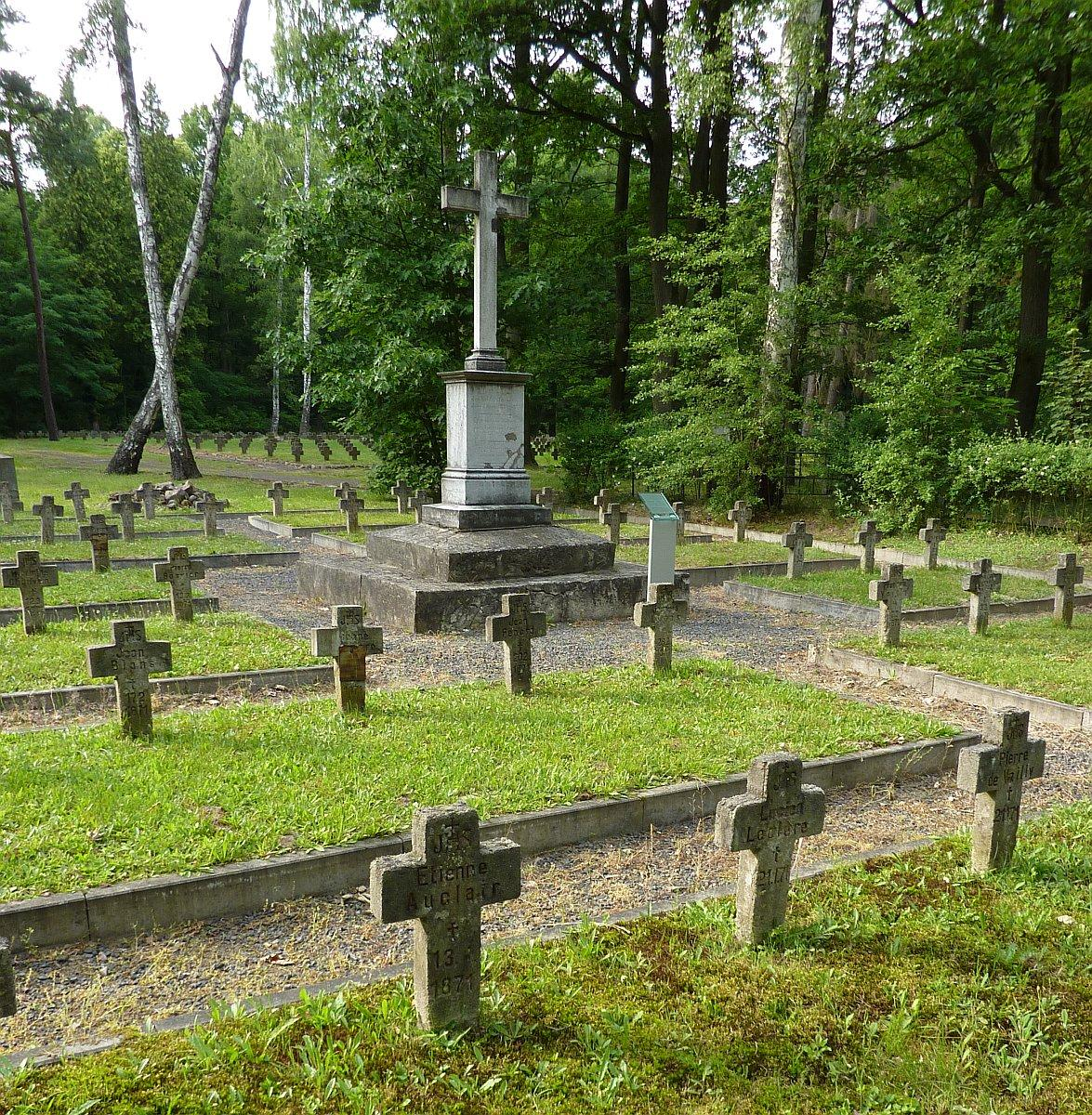
Starý zajatecký hřbitov – hroby Francouzů z let 1870–1871

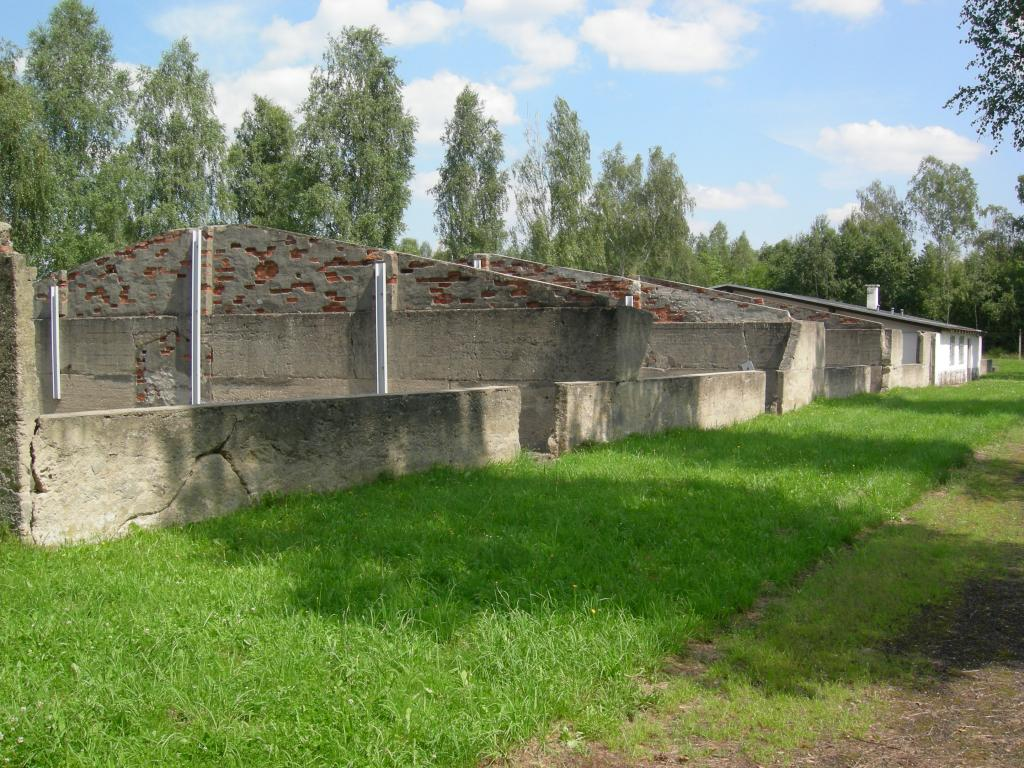
Pozůstatky baráků v Russenlageru (1941–1945)

První tábor pro válečné zajatce v Lamsdorfu vznikl v období prusko-francouzské války (1870–1871). Prošlo jím na šest tisíc francouzských vojáků, z nichž 52 je pohřbeno na Starém zajateckém hřbitově (Stary Cmentarz Jeniecki) na severovýchodním okraji obce.
Rozsáhlé vojenské cvičiště severně od vsi (Übungsplatz Lamsdorf) opět posloužilo stejnému účelu během první světové války. Bylo zde uvězněno celkem 90 tisíc příslušníků belgické, britské, francouzské, italské, rumunské, ruské a srbské armády, což dělá z Lamsdorfu osmý největší zajatecký tábor fungující v Německu mezi lety 1914 až 1920 (vojáci byli drženi i po skončení války). Zajetí nepřežilo sedm tisíc mužů, kteří jsou také pohřbeni na Starém zajateckém hřbitově, v té době značně rozšířeným o nové památníky.
V roce 1921 byl zřízen „navrátilecký tábor” (Heimkehrerlager) pro německé uprchlíky z východní části Horního Slezska, která byla rozhodnutím Konference velvyslanců přiznána Polsku. Pobývali v něm rovněž částečně Němci z Poznaňska a Pomořanska. Tábor v zásadě existoval do roku 1924, ale poslední lidé opustili prozatímní ubytování až v roce 1934.
Během druhé světové války existovaly v Lamsdorfu dva zajatecké tábory (Stalag). Stalag VIII B se nacházel na stejném místě jako tábor z první světové války a byl určen zpočátku primárně pro vojáky Polské armády. Mezi prominentní uvězněné patřil např. Maxmilián Kolbe. Od roku 1940 zde pobývalo stále více příslušníků západních armád bojujících proti Německu, zejména Britů, odkud pak vzešlo hovorové označení Britenlager. Stalag VIII F vznikl v roce 1941 jeden a půl kilometrů severozápadním směrem pro sovětské vojáky a říkalo se mu Russenlager. V důsledku organizačních změn v roce 1943 byl Stalagu VIII B podřízen jak lamsdorfský Russenlager, tak tábor v Českém Těšíně, čímž se z něj na čas stal vůbec největší zajatecký tábor v Evropě. Další změny vedly k přenesení označení Stalag VIII B na těšínský tábor, zatímco v Lamsdorfu vznikl Stalag 344 rozdělený nadále na britskou a ruskou část. Do té druhé bylo v roce 1944 převezeno šest tisíc varšavských povstalců, mezi nimi Witold Pilecki a Aleksander Gieysztor. Celkem prošlo lamsdorfskými stalagy na 300 tisíc válečných zajatců. Z nich 200 tisíc tvořili sovětští zajatci, kterých zde 40 tisíc zahynulo. V lednu 1945 byly oba tábory evakuovány. Rudá armáda vkročila do Lamsdorfu mezi 17. a 18. března.
V červenci 1945 zřídila polská politická policie (Urząd Bezpieczeństwa Publicznego) Pracovní tábor Łambinowice (Obóz Pracy w Łambinowicach) určený pro německé obyvatelstvo očekávající na odsun do Německa v nových hranicích a další osoby považované za Němce pocházející převážně ze 39 okolních vesnic. Tábor existoval do října 1946 a vyznačoval se nadprůměrně velkou úmrtností způsobenou jednak špatným zacházením s vězni, jednak epidemií skvrnitého tyfu: z 5 až 6 tisíc osob, které táborem prošly, zahynulo podle odhadů jeden a půl tisíce (přesně bylo identifikováno 1 137 obětí). Vedle pracovních táborů v Świętochłowicích-Zgodě a Myslovicích patří Łambinowice mezi hlavní symboly tzv. Hornoslezské tragédie, tj. perzekuce autochtonního obyvatelstva Horního Slezska na sklonku druhé světové války a po ní.

## Muzeum válečných zajatců – Národní pamětní místo

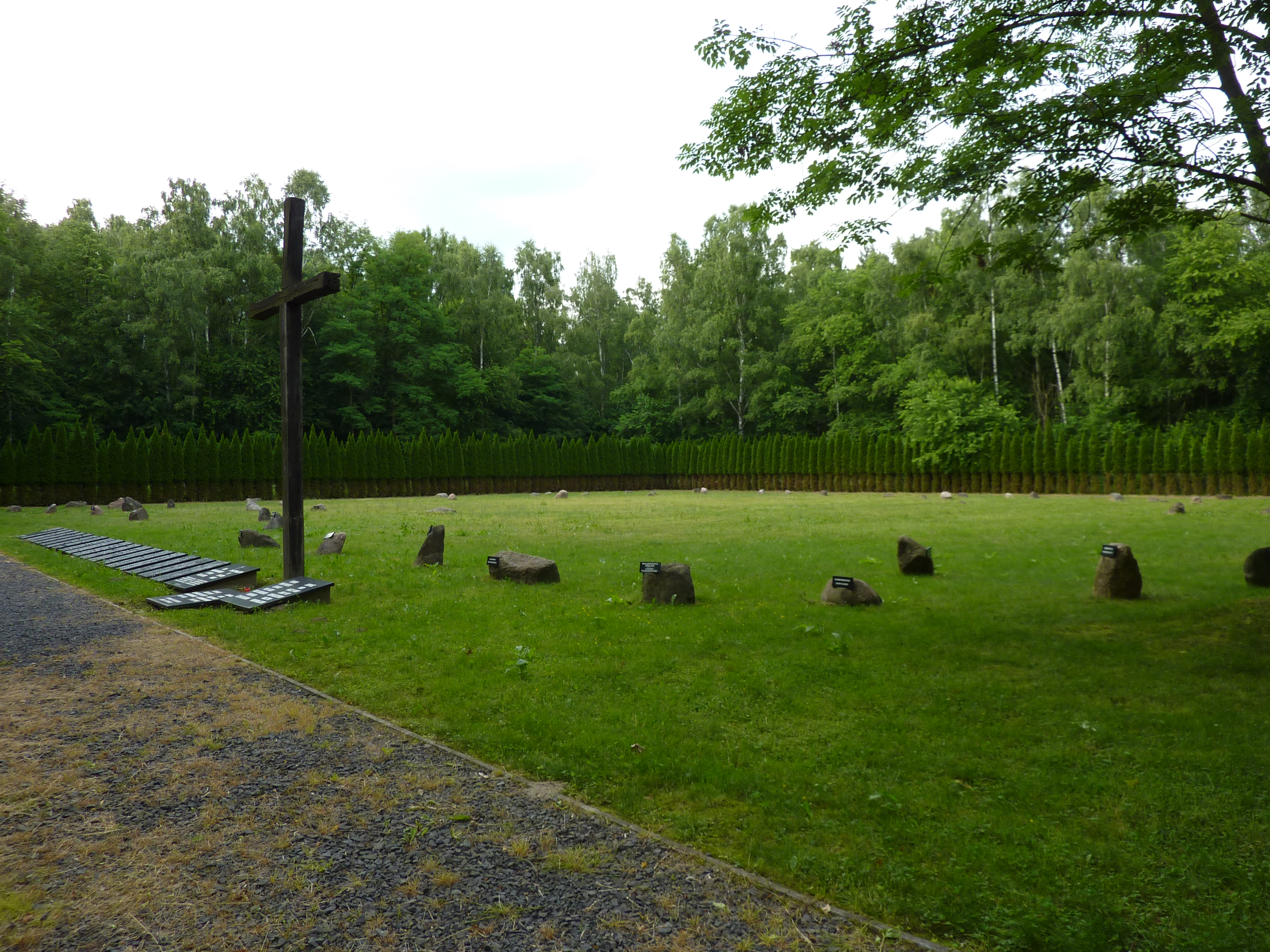
Symbolický hřbitov oběti Pracovního tábora Łambinowice 1945–1946

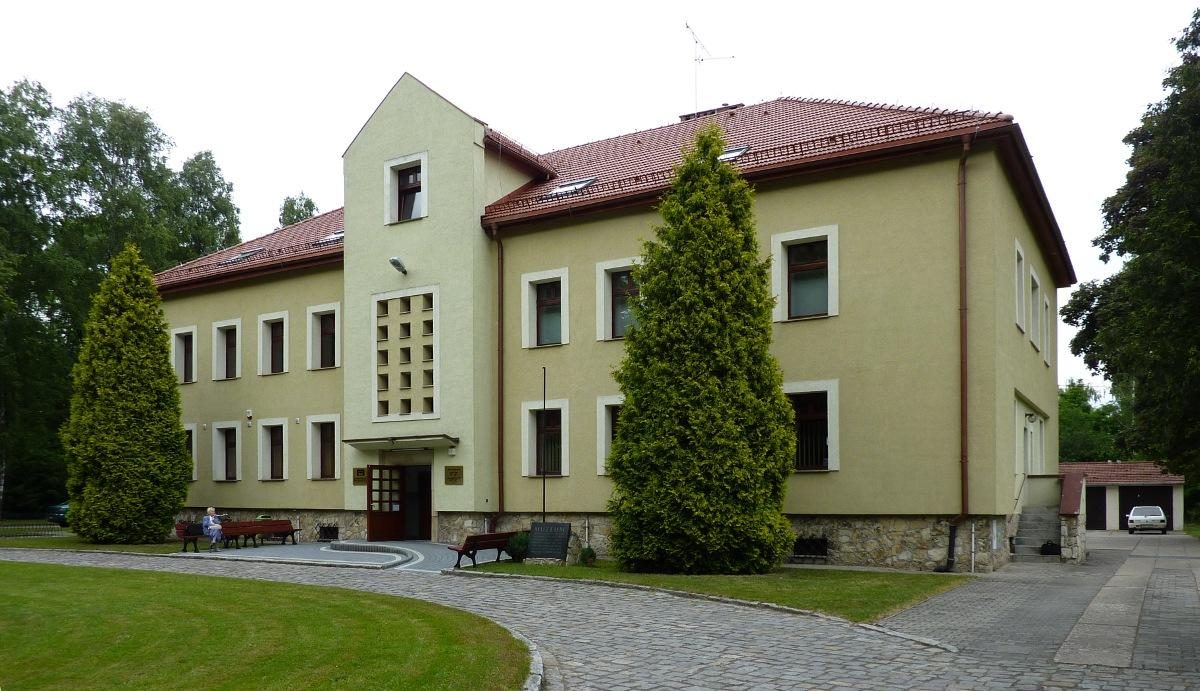
Bývalé velitelství – sídlo muzea

V roce 1964 bylo založeno Muzeum utrpení válečných zajatců v Łambinowicích, od roku 1984 působí pod dnešním názvem: Ústřední muzeum válečných zajatců Łambinowice-Opolí (Centralne Muzeum Jeńców Wojennych w Łambinowicach-Opolu). Jeho expozice jsou umístěny do budovy bývalého velitelství vojenského cvičiště a přilehlé strážnice v té části areálu, kde se nacházel Britenlager a tábor z první světové války. Nejzachovalejší prvky táborové infrastruktury se nacházejí v oblasti někdejšího Russenlageru. Jsou to pozůstatky zděných baráků (tzv. Massivbaracken, které spolu s jednoduššími dřevěnými budovami tvořily základ tábora), lázní a také vodovodního a kanalizačního systému (vodní čerpací komora). Muzeum, které je majitelem celého areálu, nechalo v minulosti zrekonstruovat jeden ze zděných baráků, strážní věž a plot z ostnatého drátu. V oblasti Britenlageru, byť byl postaven kvalitněji, se dochovaly jen základy některých budov, pět protipožárních nádrží a kaštanová alej, kterou zajatci mířili do tábora. Kromě Starého zajateckého hřbitova, kde odpočívají zemřelí v letech 1870–1871, 1914–1920 a oběti Britenlageru, je součástí areálu samostatný hřbitov sovětských zajatců s Památníkem utrpení válečných zajatců (Pomnik Martyrologii Jeńców Wojennych) odhaleným v roce 1964.
Zatímco v Západním Německu se dostalo velkého ohlasu knize bývalého táborového lékaře Heinze Essera Die Hölle von Lamsdorf. Dokumentation über ein polnisches Vernichtungslager (Peklo Lamsdorfu. Dokumentace o polském vyhlazovacím táboře) z roku 1969 pojednávající o událostech let 1945–1946, v Polsku byla poválečna kapitola Łambinowic dlouho zamlčována. Teprve v 90. letech 20. století se stala v zemi předmětem veřejné debaty a bylo možné uctít památku obětí. V roce 1995 byl vztyčen pomník a provedené v roce 2000 exhumace potvrdily existenci hromadných hrobů. Roku 2002 byl dokončen symbolický hřbitov, jehož součástí jsou mramorové desky se jmény všech 1 137 identifikovaných obětí, balvany s názvy 39 obcí, odkud jich nejvíce pocházelo, a „smírčí kříž“ s nápisem v němčině a polštině Němcům a Polákům – obětem pracovního tábora Łambinowice v letech 1945–1946. Spolu s otevřením hřbitova došlo k přejmenování muzejního komplexu na Národní pamětní místo (Narodowe Miejsce Pamięci).